# Dubrovîne, Dolînska
Dubrovîne (în ucraineană Дубровине) este un sat în comuna Bratoliubivka din raionul Dolînska, regiunea Kirovohrad, Ucraina.

## Demografie
Componența lingvistică a localității Dubrovîne
     Ucraineană (98,32%)
     Rusă (1,68%)
Conform recensământului din 2001, majoritatea populației localității Dubrovîne era vorbitoare de ucraineană (98,32%), existând în minoritate și vorbitori de rusă (1,68%).